# René Paquin
René Paquin (né en 1920  et mort le 10 janvier 2006 à Québec) est un coureur cycliste canadien. Il est entraîné et conseillé par Louis Quilicot, le « papa des cyclistes », au  Québec.
Il devient professionnel en 1947 et court les six jours où comme les coureurs cyclistes Canadiens francophones, qui participent aux courses de six jours en Amérique du Nord, porte les couleurs des Canadiens de Montréal.
Il est l'organisateur de la classique Québec-Montréal de 1956 à 1974, organisateur de dix-huit Six-jours de 1963 à 1980. Il a été intronisé au Temple de la renommée du cyclisme québécois en 1988.